# Паушкин, Ярослав Михайлович
Ярослав Михайлович Паушкин  (8 ноября 1913, Москва — 2 июля 1996, там же) — советский химик-органик, академик Национальной академии наук Беларуси (1970), доктор технических наук (1948), профессор (1949), участник Великой Отечественной войны.

## Биография
Родился в Москве. Окончил Московский химико-технологический институт имени Д. И. Менделеева (1938), где работал в 1939—1943 гг. С 1945 г. в Московском институте нефтехимической и газовой промышленности им. И. М. Губкина, с 1960 г. заведующий кафедрой технологии нефтехимического синтеза. Одновременно в 1950—1960 гг. руководитель лаборатории Института нефти АН СССР. В 1970—1974 гг. заведующий отделом нефтехимии Института физико-органической химии АН БССР, одновременно заведующий кафедрой Белорусского технологического института. С 1976 г. старший научный сотрудник-консультант в Институте горючих ископаемых (Москва).

## Научно-производственные достижения
Автор 100 изобретений, 15 монографий, 5 учебников, более 500 печатных научных статей, в том числе:
- «Каталитическая полимеризация олефинов в моторное топливо» (1955)
- «Химический состав и свойства реактивных топлив» (1958)
- «Химия реактивных топлив» (1962)
- «Нефтехимический синтез в промышленности» (1966)
- «Нефтехимическая наука и промышленность» (1972)
- «Жидкие и твердые химические ракетные топлива» (1978).

## Ученые степени и звания
- доцент (1940).
- доктор технических наук (1948).
- профессор (1949).
- академик АН БССР (1970).

## Награды
- Заслуженный работник Минтопэнерго РФ (1993)
- Заслуженный Соросовский профессор (1994)
- награждён орденом Отечественной войны 2-й степени